# Tilia nobilis
Tilia nobilis là một loài thực vật có hoa trong họ Cẩm quỳ. Loài này được Rehder & E.H. Wilson miêu tả khoa học đầu tiên năm 1915.